# Delphine Renard
Delphine Renard est une psychanalyste française née le 4 août 1957, qui fut la victime d'un attentat durant la guerre d'Algérie, commis par l'Organisation de l'armée secrète (OAS) le 7 février 1962 visant André Malraux à son domicile de Boulogne-Billancourt.

## Biographie
En 1962, André Malraux habite les étages d'une maison, avenue Robert-Schuman (Boulogne-Billancourt), dont les propriétaires demeurent au rez-de-chaussée. Âgée de quatre ans et demi, leur fille jouait dans sa chambre quand une charge de plastic destinée à Malraux, explose devant les fenêtres de la chambre de l'enfant, ensanglantant son visage, et criblant ses yeux d'éclats de verre,. Delphine perd définitivement l'usage d'un œil, puis en 1988 son état s'aggravant, devient aveugle.
Sa photographie légendée « ce visage mutilé accuse l’OAS » fait la une de Paris Match et discrédite gravement l'OAS.
Elle devient psychanalyste et publie en 2013 le récit de cet attentat dans un livre intitulé Tu choisiras la vie.
Elle soutient en 2011 une thèse de psychologie, intitulée Judaïsme et psychanalyse : Les « discours » de Lacan, à l'université Paris 7, sous la direction d'Alain Vanier, qu'elle publie l'année suivante aux éditions de Cerf.

## Ouvrages
- Judaïsme et psychanalyse : les « discours » de Lacan, Paris, Le Cerf, 2012, 367 p.  (ISBN 978-2-204-09696-6).
- Tu choisiras la vie, Paris, Grasset, 2013, 336 p.  (ISBN 978-2-246-80370-6).
- La Grande Maison de brique rose : la mémoire blessée dans l'attentat de l'OAS contre André Malraux, Tirésias, 2014.
- Après Micheline : lettre à ma mère morte, Lyon, Éditions Baudelaire, 2016.